# Hodegonkloster

Konstantinopel in byzantinischer Zeit

Das Hodegonkloster (von altgriechisch [ναὸς / μονὴ] τῶν Ὁδηγῶν, [naos / monē] tōn Hodēgōn, „[Kirche / Kloster] der Wegführer“; auch Hodegetria-Kloster, Kloster tōn Hodēgōn oder Kloster der Hodēgoi genannt) war ein christliches, der Muttergottes (Theotókos) geweihtes Männerkloster, das in Konstantinopel östlich der Hagia Sophia lag. Das Kloster soll der Überlieferung nach im 5. Jahrhundert von Kaiserin Pulcheria gestiftet worden sein. Das Hodegonkloster unterstand ursprünglich dem Patriarchat von Konstantinopel, wurde aber im Jahr 970 an das Patriarchat von Antiochien übertragen.

## Schriftliche Quellen
Theodorus Lector (Anagnostes) berichtet, Kaiserin Pulcheria habe mehrere Kirchen errichten lassen, darunter eine zur Aufbewahrung und Verehrung eines Bildnisses der Muttergottes mit dem Jesuskind (→ Ikone der Hodegetria), welches von dem Evangelisten Lukas geschaffen worden sein soll. Diese Schilderung wird erst mehrere Jahrhunderte später von Nikephoros Kallistos wieder aufgegriffen. In der modernen Forschung wird die Authentizität der Passage bei Theodorus Lector jedoch angezweifelt.
Etwa ab dem 9. Jahrhundert finden sich häufigere Bezugnahmen auf das Hodegonkloster. So soll der spätere Patriarch Johannes VII. Grammatikos während der Regierungszeit des Kaisers Michael I. (811–813) Anagnōstēs (Ἀναγνώστης) im Kloster der Hodēgoi gewesen sein. Nach der Schilderung des Ioseph Genesios habe sich im Jahr 866 ein Omen im „[Kloster] der Hodegoi“ ereignet und den baldigen Tod des Bardas angekündigt. Nach Darstellung in den Patria Konstantinopuleos sei die Kirche tōn Hodēgōn (altgriechisch τῶν Ὁδηγῶν) von Kaiser Michael III. neu errichtet oder renoviert worden; vorher habe sich dort eine wunderkräftige Quelle befunden, an der Blinde geheilt wurden. Von den Blindenführern, den Hodēgoi (altgriechisch Ὁδηγοι), wird daher auch der Name der Kirche und des Klosters abgeleitet.
Eine frühestens im 13. Jahrhundert entstandene, anonym tradierte Schrift mit dem Titel Logos diēgēmatikos (altgriechisch Λόγος διηγηματικός) beschreibt die Geschichte der Kirche der Theotokós tōn Hodēgōn (altgriechisch Θεοτόκος τῶν Ὁδηγῶν) aus etwas späterer Perspektive. In diesem Werk findet sich erneut die Legende der Gründung der Kirche durch Pulcheria: Die Kaiserin habe von Eudokia, der Ehefrau Kaiser Theodosius’ II., ein Bild der Muttergottes und des Jesuskindes erhalten, das der Evangelist Lukas noch zu Lebzeiten Marias gemalt haben soll – die Ikone der Hodegetria.
Schließlich schildern Georgios Akropolites und Georgios Pachymeres den Einzug des Kaisers Michael VIII. Palaiologos nach der byzantinischen Rückeroberung Konstantinopels 1261, bei dem die Ikone der Hodegetria an der Spitze des Prozessionszuges mitgeführt wurde.
Auch auf einer Karte Konstantinopels in einigen Handschriften des Liber insularum Archipelagi des Cristoforo Buondelmonti, etwa Vat. Rossiano 702, Paris NAL 2383, Paris Latin 4823 und Paris Latin 4825, wird das Hodegonkloster (unter der Bezeichnung Odigitria, Digitria, Chiramos, Chiramas oder Chyramas, von altgriechisch κυρα μας „unsere Herrin“) dargestellt.

## Lokalisierung und archäologischer Befund
Die genaue Lage des Hodegonklosters innerhalb Konstantinopels ist nicht sicher geklärt. Die Darstellung im Logos diēgēmatikos sowie eine Erwähnung des Klosters bei Niketas Choniates legen nahe, dass sich das Klostergelände in unmittelbarer Nähe des Meeres (Marmarameer oder Bosporus) befand. Nach den schriftlichen Quellen, insbesondere den Beschreibungen zeitgenössischer Pilger, war das Kloster östlich oder südöstlich der Hagia Sophia gelegen.
Bei Ausgrabungen im Gülhane-Park wurde ein Nischenrundbau und ein als Hagiasma gedeuteter Bau freigelegt (ungefähre Position: 41° 0′ 33″ N, 28° 59′ 6″ O), der Teil der Klosteranlage gewesen sein könnte. Gegen diese Annahme spricht jedoch, dass dieser Bereich nordöstlich der Hagia Sophia liegt, während die schriftlichen Quellen eher eine südöstliche Position nahelegen.

## Bedeutung des Klosters

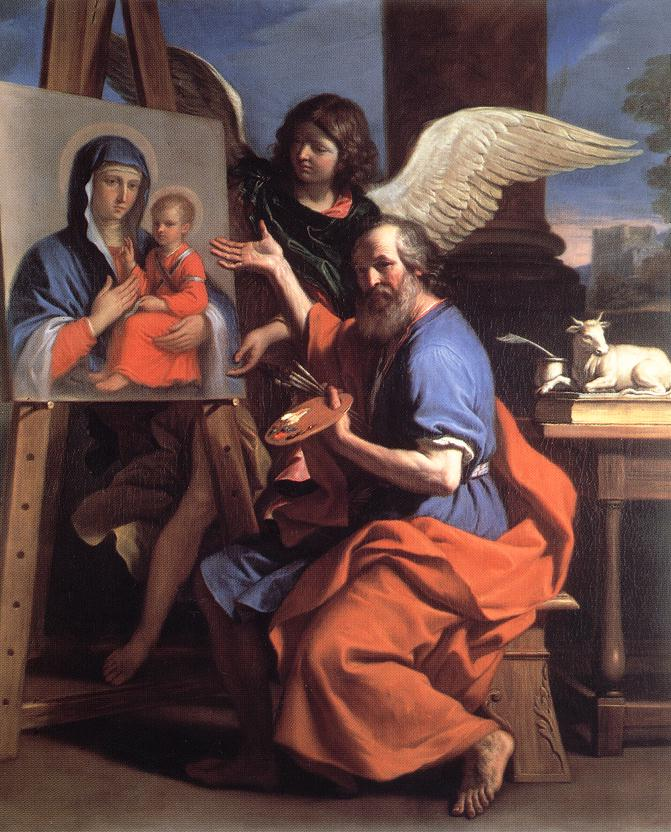
Gemälde des Guercino: Der Evangelist Lukas malt die Ikone der Hodegetria

Das Hodegonkloster war – nicht zuletzt wegen der dort aufbewahrten Ikone der Hodegetria – ein wichtiges Ziel mittelalterlicher Pilger und Reisender, die Konstantinopel besuchten. Daneben beherbergte das Kloster ein Skriptorium, in dem eine Reihe namentlich bekannter Schreiber wirkte.

### Ikone der Hodegetria
Die Ikone der Hodegetria zeichnet sich durch ein eigenes Bildprogramm aus, indem die Muttergottes das Jesuskind auf ihrem linken Arm trägt und mit der Rechten auf das Kind weist. Nach der Tradition wurde das Bildnis vom Evangelisten Lukas eigenhändig gemalt und gelangte im fünften Jahrhundert nach Konstantinopel. Die Ikone wurde nicht nur auf Prozessionen mitgeführt und in der Hodegonkirche ausgestellt; das Bildnis fungierte quasi als Palladion Konstantinopels. Es wurde daher bei Belagerungen auf der Stadtmauer platziert und auf Feldzügen mitgeführt.

### Skriptorium und Hodegonstil
Das Hodegonkloster verfügte über ein Skriptorium, in dem im 14. Jahrhundert ein eigener Schreibstil, der sogenannte Hodegonstil, entwickelt wurde. In der zweiten Hälfte des 13. Jahrhunderts galt es als das einzige Schreibzentrum im byzantinischen Reich, das sich die aufwändige Produktion von Pergamenthandschriften leisten konnte.